# カトリック神崎教会
カトリック神崎教会（カトリックこうざききょうかい）は、長崎県佐世保市小佐々町にある、キリスト教（カトリック）の聖堂。
正式な教会名は「神崎教会」だが、平戸市の上神崎教会との対比で「下神崎教会」とも呼ばれる。

## 沿革[1]
1930年4月29日に旧聖堂が落成・祝別され、同年6月25日早坂司教によって神崎小教区が設立された。
1980年、50周年に際し大改修を行い、全部の窓に使徒たちや聖書を題材とした美しいステンドグラスが施された。
しかし、日本本土最西端の地に近い海沿いに立地することもあり、長年潮風にさらされた結果倒壊の危険性が高まったため建て替えを余儀なくされ、2005年に高台に移動の上現聖堂が献堂された。